# Seat Toledo II
Pour l’article homonyme, voir Seat Toledo.
La Seat Toledo II est une automobile du segment des familiales tricorps, produite entre 1998 et 2004.
La Toledo reprend le châssis des Golf / A3 / Bora. Les versions essence vont du 1,6 L de 100 ch au 1,8 L T (pour Turbo) de 180 ch. Pas de V6 en essence mais un V5 de 170 ch.
Côté Diesel, la technologie TDI s'échelonne du 90 ch au puissant 150 ch. À noter tout de même deux versions de milieu de gamme, le rare TDI 130 et le très répandu TDI 110.
La Seat Leon reprend les bases de la Toledo, mais avec une malle en moins. La face avant de ces deux voitures est sensiblement la même.

## Motorisations
- Moteurs essence
  - 1.6 8S, 74 kW / 101 ch, 145 N m (1998-2000)
  - 1.6 16S, 77 kW / 105 ch, 148 N m (2000-2004)
  - 1.8 20S, 92 kW / 125 ch, 170 N m (1998-2004)
  - 1.8 20S T, 132 kW / 180 ch, 235 N m (2003-2004)
  - 2.3 VR5 10S, 110 kW / 150 ch, 205 N m (1998-2001)
  - 2.3 VR5 20S, 125 kW / 170 ch, 220 N m (2001-2003)

- Moteurs Diesel
  - 1.9 TDi, 66 kW / 90 ch, 210 N m (1998-2003)
  - 1.9 TDi, 81 kW / 110 ch, 235 N m (1998-2004)
  - 1.9 TDi, 96 kW / 131 ch, 310 N m (2003-2004)
  - 1.9 TDi, 110 kW / 150 ch, 320 N m (2002-2004)

## Caractéristiques techniques

### Dimensions et poids
- Longueur : 4,439 m
- Largeur : 1,742 m
- Hauteur : 1,436 m
- Volume du coffre : 500 à 830 dm3
- Poids : 1 150 à 1 390 kg
- PTAC : 1 780 à 1 850 kg

### Transmission
- Type : Traction
- Boîte : Manuelle ou automatique (BVA)
- Nombre de vitesses : 5 ou 6

### Châssis
- Carrosserie : Berline Tricorps
- Nombre de portes : 4
- Diamètre de braquage :11,2 m

## Performances

### Moteur Essence
| Modèle      | Puissance | Vitesse Maxi Berline | Accélération 0 à 100 km/h | Couple en N m |
| ----------- | --------- | -------------------- | ------------------------- | ------------- |
| 1.6 8s      | 100 ch    | 188 km/h             | 11,5 s                    | 145 N m       |
| 1.6 16s     | 105 ch    | 192 km/h             | 10,9 s                    | 148 N m       |
| 1.8 20s     | 125 ch    | 200 km/h             | 10,3 s                    | 170 N m       |
| 1.8 20s T   | 180 ch    | 229 km/h             | 8,0 s                     | 235 N m       |
| 2.3 VR5 10s | 150 ch    | 210 km/h             | 9,2 s                     | 210 N m       |
| 2.3 VR5 20s | 170 ch    | 225 km/h             | 8,6 s                     | 225 N m       |

### Moteur Diesel
| Modèle  | Puissance | Vitesse Maxi | Accélération 0 à 100 km/h | Couple en N m |
| ------- | --------- | ------------ | ------------------------- | ------------- |
| 1.9 TDI | 90 ch     | 183 km/h     | 12,5 s                    | 210 N m       |
| 1.9 TDI | 110 ch    | 193 km/h     | 11,2 s                    | 235 N m       |
| 1.9 TDI | 130 ch    | 205 km/h     | 9,9 s                     | 310 N m       |
| 1.9 TDI | 150 ch    | 215 km/h     | 8,9 s                     | 320 N m       |

## Sécurité et Options

### Finitions
- Stella
  - Vitres avant électriques
  - Trappe à essence à commande électrique

- Pulsion
  - Stella +
  - Vitres arrière électriques
  - Auto Radio 4 HP
  - Climatisation automatique
  - Régulateur de vitesse

- Signo
  - Pulsion +
  - Auto-radio 8 HP avec commandes au volant
  - ESP
  - Climatisation automatique bizone

- Sport
  - Signo +
  - Châssis sport
  - Suspension sport
  - Volant gainé de cuir
  - Soufflet de levier de vitesses et frein à main en cuir

- Gran Via
  - Sport +
  - Intérieur tout cuir
  - Limiteur de vitesse

### Sécurité
- 4 airbags
- ABS
- ESP